# Monte Saccarello
Der Monte Saccarello ist der höchste Berg der italienischen Region Ligurien. Er liegt direkt an der Grenze zu Frankreich, der 2201 Meter hohe Gipfel gehört bereits zum Département Alpes-Maritimes.
Der Berg kann über eine etwa zwei Kilometer lange Straße angefahren werden, die kurz unter dem Gipfel endet. Sie zweigt von der Ligurischen Grenzkammstraße ab.
Auf dem Berg befinden sich die bekannte Erlöserstatue und eine kleine Kapelle.

## Erlöserstatue
In 2164 Meter Höhe steht die fast 10 Meter hohe Erlöserstatue Il Cristo Redentore („Christus der Erlöser“) oder kurz Il Redentore („Der Erlöser“). Sie soll Ligurien und die umliegenden Täler beschützen.
Papst Leo XIII. entschied mit der Enzyklika vom 25. Mai 1899, das Heilige Jahr 1900 dem Herzen Jesu zu widmen. Dazu sollten auf zwanzig Berggipfeln Italiens Erlöserstatuen errichtet werden. In der Region Ligurien eignete sich der Monte Saccarello neben seiner Höhe auch wegen der Nähe zur Grenze Frankreichs.
Die Statue wurde von dem Architekten Giovanni Pachiaudi in Paris gegossen. Sie wurde mit der Bahn nach Ormea im Tanarotal gebracht und von dort mit Hilfe des Militärs an ihren heutigen Standort transportiert. Die Statue wurde mit einer Messe am 15. September 1901 eingeweiht. An der Weihe A Protezione della Liguria et delle Valli Sottostanti (Zum Schutz von Ligurien und der umliegenden Täler) nahmen über 6000 Menschen teil.
„Il Redentore“ ist eine der wenigen von den geplanten 20 Statuen, die aufgestellt wurden und bis heute erhalten sind.

## Fern-/ Weitwanderwege
Über den Gipfel des Monte Saccarello verlaufen die Fernwanderwege Alta Via dei Monti Liguri und Via Alpina.